# Stjernsunds slott
För herrgården i Dalarna, se Stjärnsunds herrgård.

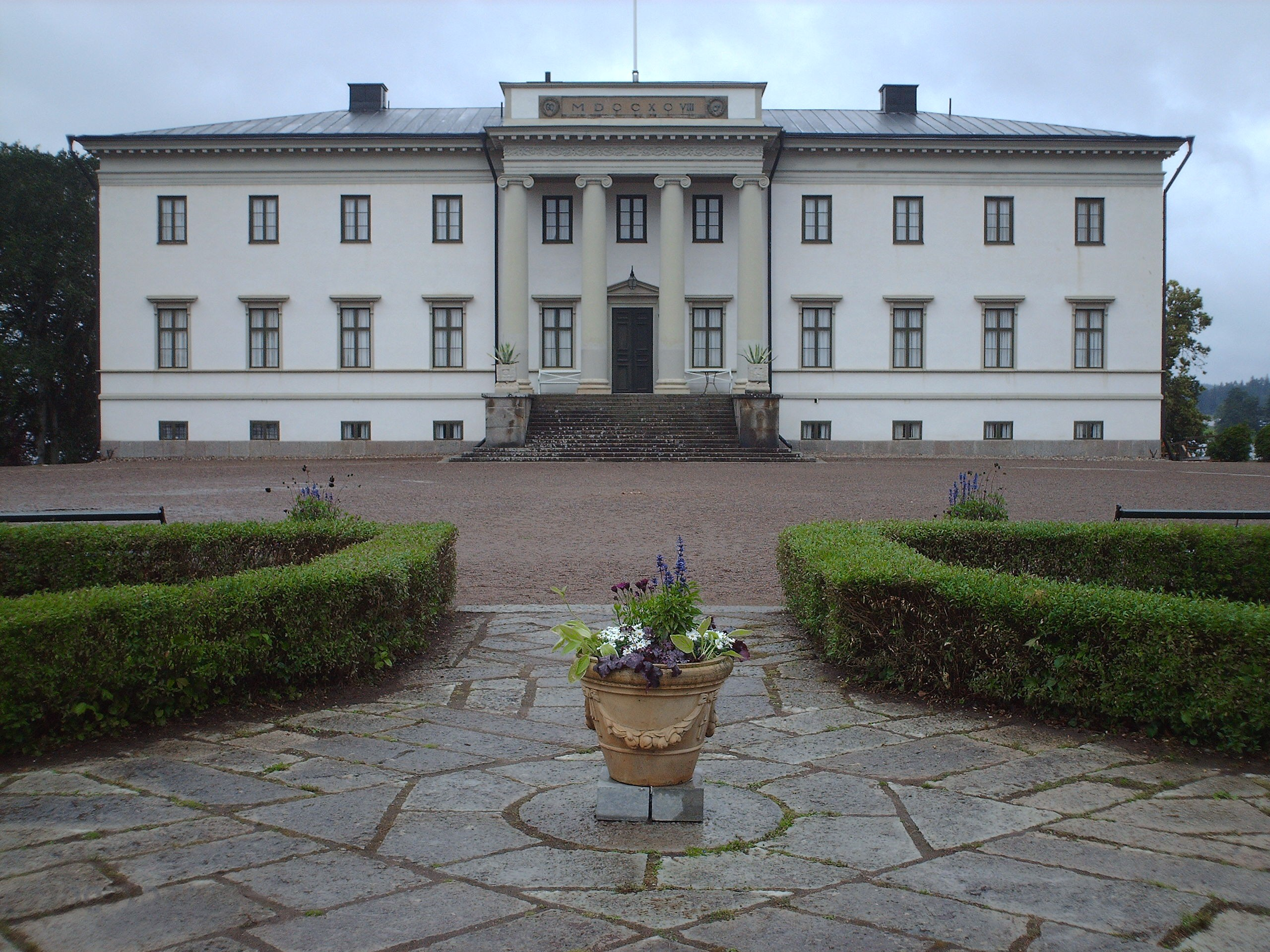
Huvudbyggnaden från söder.

Stjernsunds slott är ett slott i Askersunds kommun i Närke, och är även ett museum öppet för allmänheten.
Slottet ligger på en hög udde mellan Stora Hammarsundet och Alsen som utgör norra delen av Vättern. Det byggdes 1798–1801 efter ritningar av Carl Fredrik Sundvall i den då moderna nyantika stilen. Huvudbyggnaden har två våningar och ekonomivåning med ett framspringande mittparti i form av en kraftig prostyl, uppburen av fyra grova kolonner, som vilar på en hög stentrappa. Den gamla stormaktstida slottsanläggningen av vilken endast källare finns kvar hade åtminstone en huvudbyggnad i sten. Som sueciabilden av Askersunds kyrka visar, där Stjärnsund syns i fjärran, hade byggnadskomplexet längor omkring en gård. Två av dessa hade höga tornspiror, där den västra troligen suttit över infartsporten. En målning av Christina Soop från 1660-talet som numera finns på Tidö visar i bakgrunden troligen norra partiet av slottsbyggnaden som hade stenterrasser ned mot vattnet och en tornprydd byggnad av vilken lämningar finns bevarade på norra sidan. Troligen är dock byggnadsensemblen på målningen något överdriven för att vinna effekt. Stora arbeten utfördes på gården under denna tid, vilket ett bevarat stenpostament till en fritrappa eller dylikt med årtalet 1664 ger oss belägg för.  
Säteriet bildades 1637 av Johan Gabrielsson Oxenstierna genom en sammanslagning av hemmanen Ölmesund, Åviken och Stockbråtet. Det utvidgades genom köp och byte, så att godset omfattade nästan hela Askersunds landsförsamling och en stor del av Hammars socken. Det kom sedan genom gifte till släkten Soop. Med ett avbrott vid reduktionen stannade det i släkten Soops ägo till 1717, då det genom gifte kom till släkten Dohna. 1785 såldes det till brukspatron Olof Burén, adlad Burenstam, som lät uppföra det nuvarande slottet. Hans måg, överste Otto Julius Hagelstam, sålde det 1823 till kung Karl XIV Johan. Kungens arrendator lät egendomen förfalla. Oscar I sålde Stjernsund 1851 till sin son prins Gustaf. På Prinskullen sägs Sångarprinsen ha komponerat flera av sina sånger, till exempel Du undersköna dal och Glad såsom fågeln. Med hjälp av intendenten P.A. Nyström lät han slottet genomgå en grundlig reparation. Efter prins Gustafs död såldes Stjernsund 1856 till prins August, som bodde där flera somrar. 1860 sålde han det till brukspatron Knut Cassel.
Efter Knut Cassels död övertogs Stjernsund av hans son Albert Cassel. Efter dennes död sköttes godset av änkan Augusta Reuterswärd till år 1948, då skogen såldes till Uppsala universitet. Hon behöll slottet och parken, men testamenterade det till Kungliga Vitterhets Historie och Antikvitets Akademien för att det skulle bevaras som kulturminnesmärke. Augusta Cassel avled den 14 maj 1951.
Egendomen är stamgård för Svensk rödbrokig boskap. Slottet är sommartid öppet för allmänheten. På slottet finns ett vagnmuseum, mejeri och café.